# Murina fanjingshanensis
Murina fanjingshanensis (He, Xiao & Zhou, 2016) è un pipistrello della famiglia dei Vespertilionidi endemico della Cina.

## Descrizione

### Dimensioni
Pipistrello di piccole dimensioni, con la lunghezza della testa e del corpo tra 50,10 e 53,76 mm, la lunghezza dell'avambraccio tra 40,60 e 41,44 mm, la lunghezza della coda tra 42,20 e 46,68 mm, la lunghezza del piede tra 9,50 e 10,4 mm, la lunghezza delle orecchie tra 14,82 e 15 mm.

### Aspetto
La pelliccia è lunga e lanuginosa e si estende sopra gli avambracci. Le parti dorsali sono bruno-rossastre con un sotto-pelliccia grigio, mentre le parti ventrali sono gialle sul petto, la gola e l'addome e gradualmente passano al brunastro lungo i fianchi. Il muso è nerastro, stretto, allungato, con le narici protuberanti e tubulari. Gli occhi sono molto piccoli. Le orecchie sono ovali, ben separate tra loro e con una rientranza a metà del bordo posteriore. Il trago è lungo ed appuntito, con la punta leggermente piegata in avanti ed un lobo circolare alla base. I piedi sono piccoli e ricoperti di peli. Le membrane alari sono marroni scure. L'estremità della lunga coda si estende leggermente oltre l'ampio uropatagio, il quale è densamente ricoperto di peli grigio scuri con la punta marrone scura sulla superficie dorsale.

## Biologia

### Alimentazione
Si nutre di insetti.

## Distribuzione e habitat
Questa specie è conosciuta soltanto nella miniera d'oro del villaggio di Luojiawan, nella provincia cinese meridionale di Guizhou.
Vive nei boschi di bambù a circa 1.069 metri di altitudine.

## Conservazione
Questa specie, essendo stata scoperta solo recentemente, non è stata sottoposta ancora a nessun criterio di conservazione.